# ۲۶۳ (پیش از میلاد)
۲۶۳ (پیش از میلاد) ۲۶۳مین سال قبل از تقویم میلادی است.